# 辐射：小马国
《辐射：小马国》（英語：Fallout: Equestria）是一本以《異塵餘生》和《小马宝莉：友谊就是魔法》系列為基礎的後末日題材同人小說。它最初是由匿名用戶Kkat在2011年4月12日發布。它分為五卷，共2,000頁，計62萬字。該書已作為電子書、有聲讀物和實體精裝書出版，這部作品被認為是最受歡迎的《小马宝莉》系列同人作品之一。

## 概要
其世界觀承接《小马宝莉：友谊就是魔法》，兩個國家小馬國與斑馬帝國之間的貿易摩擦愈演愈烈，終於在一場偶然的流血事件後，雙方爆發了戰爭。由此產生的衝突使這兩個國家变成了废土，倖存者生活在稱為“避難廄”的地下輻射避難所中。在該背景下，小說結合各種賽博朋克、原子朋克、末日幻想元素與《小马宝莉：友谊就是魔法》的奇幻元素 。
与《小马宝莉：友谊就是魔法》原剧相比，更多暴力和成人内容的结合导致整体基调更黑暗
。

## 影响
因其规模和受欢迎程度，这部小说被视为《小马宝莉：友谊就是魔法》粉丝群体的基石。这反映在自2012年以来创作的大量同人作品中，包括了音乐、同人艺术和非官方的衍生故事。The Overmare Studios 开发了一款基于该小说的粉丝制作的电子游戏，名为《Ashes of Equestria》。最初被视为一个 MOD，但最终转变为一个独立项目，目前仍在制作中。该游戏使用了修改版的3D图形引擎 Unity；然而，由于它与开发 辐射3 的 Bethesda Game Studios 使用的 Gamebryo 引擎相似，造成了一些混淆。
Zachary D. Palmer 在《男性与男子气概》杂志的一篇文章中分析了围绕这部小说的粉丝群体，认为这是《小马宝莉》男性粉丝的一种逃避现实的方式，将枪支和第一人称射击游戏等传统男性兴趣与《小马宝莉》中的传统的女性内容结合起来。
《辐射：小马国》是2017年 Trotcon 的主题，这是一场以《小马宝莉》系列为基础的大会，地点在 俄亥俄州的哥伦布。自2012年以来，这部小说已被翻译成多种语言，并激发了粉丝们的续写和绘画创作。尽管《辐射：小马国》很受欢迎，作者仍然保持匿名，选择不公开其真实姓名和性别。
此外，该小说已被翻译成多种语言，包括中文。在中文社区，S.P.P.翻译组已完成了《辐射小马国》的翻译，并在FimTale网站上发布。 